# Ricardo Confessori
Ricardo Confessori (São Paulo, 25 de enero de 1969) es un músico brasileño, reconocido por su asociación con la banda de power metal Angra.

## Carrera
Tras abandonar la banda de thrash metal Korzus, Confessori fue invitado a ocupar el puesto de baterista en Angra después de la grabación del álbum debut, Angels Cry.
En 2000, Confessori abandonó la formación de Angra junto con el cantante Andre Matos y el bajista Luis Mariutti para formar la agrupación Shaman con el guitarrista Hugo Mariutti. Shaman publicó tres álbumes con esta alineación, Ritual (2002); RituAlive (2003) y Reason (2005). Después de la grabación del segundo álbum, Confessori y Matos enfrentaron algunas diferencias creativas. En 2009 Confessori regresó a Angra, reemplazando al baterista Aquiles Priester. En 2014 volvió a abandonar la formación.
En 2016 se convirtió en nuevo miembro de la banda de folk metal Tierramystica. En 2017 grabó el álbum Metal Milf con la banda de metal parodia Massacration.

## Discografía

### Con Shaman
- Demo (2001)
- Ritual (2002)
- Reason (2005)
- Ritualive (2003)
- Immortal (2007)
- Origins (2010)

### Con Angra
- Holy Land (1996)
- Freedom Call (1996)
- Holy Live (1997)
- Fireworks (1998)
- Aqua (2010)
- Angels Cry 20th Anniversary Tour (2013)

### Con Massacration
- Metal Milf (2017)